# Heinkel He 162
Heinkel He 162 var ett tyskt jaktplan under andra världskriget. Flygplanet var det andra jetdrivna planet att tas i operativ tjänst av Luftwaffe efter Messerschmitt Me 262. Planet konstruerades för att vara billigt att tillverka samt enkelt att flyga, eftersom erfarna piloter började bli bristvara under krigets slutskede. Det visade sig efter hand att planet endast kunde flygas av piloter med stor erfarenhet, dock hade det mycket bra prestanda. Från början hade man tänkt att producera 1 000 plan i månaden men det planerade antalet steg snabbt till 4 000 per månad, tillverkade av Heinkel, Junkers och Mittelwerke GmbH.
Specifikationerna för planet skickades ut 14 september 1944. De sade i korthet att planet måste vara klart för massproduktion 1 januari 1945, använda ett minimum av strategiska material och kunna tillverkas av outbildad arbetskraft. Vidare fick det inte väga mer än 2 000 kg, skulle kunna lyfta på mindre än 500 meter och bära två 30 mm MK 108-kanoner. Den 29 oktober var designen klar och redan 6 december flög prototypen för första gången (de låg då fyra dagar före tidtabellen). Under testpilotens 20 minuter långa tur steg han upp till 6 000 meter och fick upp planet i en hastighet av 840 km/h. I en testflygning 10 december slets en del av höger vinge bort och testpiloten dog vid haveriet. Trots haveriet flög den andra prototypen redan 12 dagar senare och då upptäckte man några aerodynamiska problem med designen. Den tredje och fjärde prototypen flög båda 16 januari 1945. Vid test av beväpningen upptäcktes dock att rekylen från de två automatkanonerna var för kraftig. Man började då skissa på modell A-2, där två 30 mm automatkanonerna byttes ut mot två 20 mm MG 151/20 vilket, förutom att dra ner de strukturella påfrestningarna vid avfyrning till en acceptabel nivå, även ökade mängden ammunition som kunde bäras.
Parallellt med A-2 utvecklades A-3 med den ursprungliga beväpningen och en förstärkt flygkropp, men detta förblev ett pappersprojekt.
I januari skedde de första leveranserna av A-2:or till Erprobungskommando 162 vid Rechlin för utvärdering och i februari började Jagdgeschwader 1 träna med planet och i mitten av april, tre veckor före Tysklands kapitulation, deltog planet i sina första strider. Totalt hann man tillverka 116 plan och ytterligare över 800 var i olika stadier av produktion då fabrikerna erövrades.